# Talgat Ilyasov
Talgat "Charlie" Ilyasov (* 25. února 1981 v Samarkandu, Sovětský svaz) je uzbecký zápasník–volnostylař tatarské národnosti, který od roku 2003 reprezentuje Austrálii. Zápasení se věnuje od 8 let. V mládí prošel juniorskými výběry Uzbekistánu. V roce 2000 šel za prací do Austrálie jako pomocná pracovní síla na stavbách. Usadil se v Melbourne, kde začal navštěvovat místní zápasnický klub. V roce 2003 startoval za Austrálii na mistrovství světa ve volném stylu v americkém New Yorku. V úvodním zápase základní skupiny za stavu 0:9 v zápalu boje hlavou nadvakrát zlomil lícní kost největšímu favoritu Buvajsaru Sajtijevovi a tento čin zůstal až do roku 2015 jeho nejvýraznějším počinem na amatérské žíněnce. V roce 2004 měl jako zástupce Oceánie prakticky jistou účast na olympijských hrách v Athénách, ale o start ho připravilo zranění zad z přípravy. Kvůli vyhřezlé ploténce dokonce na doporučení lékařů zanechal vrcholové sportovní kariéry. V roce 2015 na mezinárodní scénu vrátil a v roce 2016 se ze slabé africko-oceánské olympijské kvalifikace kvalifikoval ze druhého místa na olympijské hry v Riu. Jeho vystoupení na olympijských hrách ukončil v prvním kole před časovým limitem Japonec Sósuke Takatani.